# Graslathyrus
De graslathyrus (Lathyrus nissolia) is een klimplant die behoort tot de vlinderbloemenfamilie (Leguminosae). De soort staat op de Nederlandse Rode lijst van planten als zeldzaam en matig afgenomen. De graslathyrus komt wel vrij algemeen voor op de Zeeuwse dijken in Zuid-Beveland.
De plant wordt 10-90 cm hoog. De lijnvormige, enkelvoudige bladeren hebben geen ranken. De bladsteel fyllodium en -spil zijn verbreed en vormen een tot 13 cm lang grasachtig blad, waaraan de plant zijn naam te danken heeft. De half-spiesvormige steunblaadjes zijn zeer klein.
De graslathyrus bloeit van mei tot juli met rode, soms witte, 8-10 mm lange bloemen. De in het begin zijdeachtig behaarde vrucht is een 4-5 cm lange en 3-4 mm brede peul. De vrucht is licht olijfbruin en bevat acht tot vijftien zaden. De ronde tot iets hoekige, wrattige zaden zijn bruin met donkere vlekken.
De plant komt voor in open grasland, op dijken en in bermen.

## Namen in andere talen
- Duits: Gras-Platterbse
- Engels: Grass vetchling, Grass pea
- Frans: Gesse de Nissole

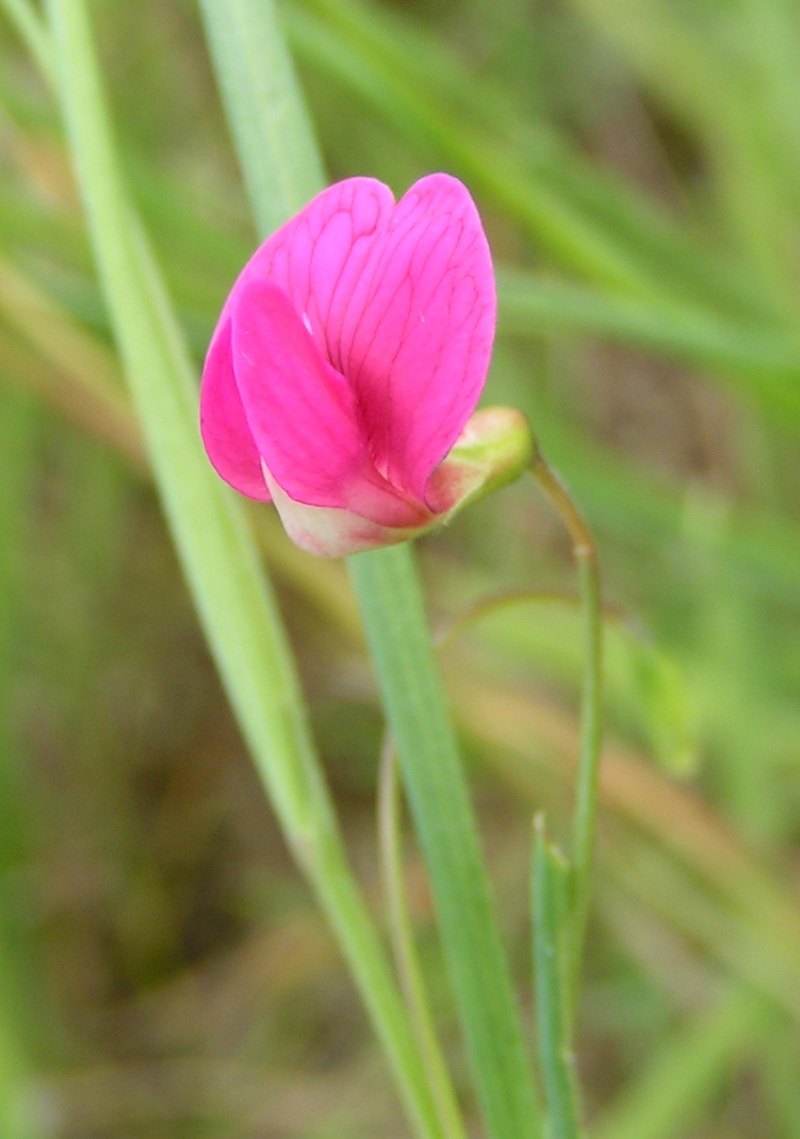
Bloem
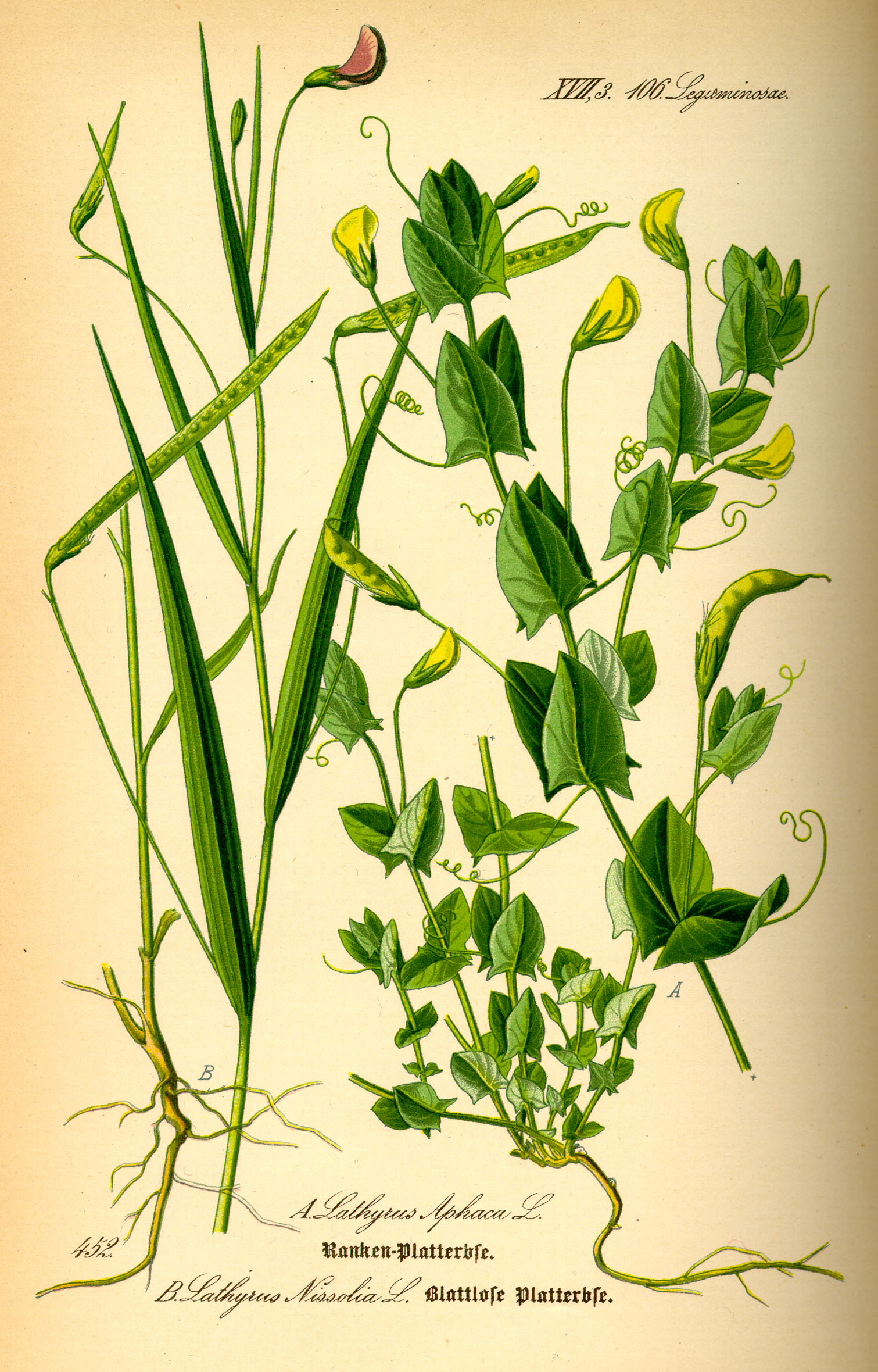
Tekening